# مسجد الشيخ خالد
مسجد الشيخ خالد هو أحد مساجد غزة التاريخية ويقع وسط المدينة، منطقة الفواخر عند تقاطع شارعي الفواخر و الوحدة، في حي الدرج بالبلدة القديمة، وفي الشمال الشرقي للمسجد يقع مسجد الشيخ زكريا، ويتألف من جزئين حديث وقديم شيد المسجد في العصر المملوكي في القرن الرابع عشر أي القرن الثامن الهجري، وكان يبغ مساحته 150 متر مربع، ويقع الجزء القديم في الناحية الشرقية من المسجد، فيما الجزء الحديث يقع في المنطقة الغربية، وسمي نسبة إلى الشيخ خالد بن شبيب المتوفى عام 749هـ - 1348م، دفن في المسجد أيضًا الشيخ جقماق جد أسرة جقماق المنقرضة، في ستينات القرن العشرين في أثناء فترة الإدارة المصرية لقطاع غزة تقلص حجم المسجد بسبب هدم جزء منه لعمل توسعة في الشارع

## وصف المسجد
كان يتضمن المسجد صالة مربعة الشكل مغلقة للصلاة، وفي الوسط القاعة أربع قباب على شكل نصف دائري مدببة تلك القاعة مبنية على عمود مربع الشكل من الحجر، للمسجد قبتان أعلى رواق القبلة كل منهما منصوبة على قاعدة بإرتفاع 120 سم على شكل ثماني، كما يوجد فتحات لإدخال الإضاءة والتهوية في الفراغات السفلية، بجانب الصالة يوجد رواق صغير متبقي، كما يوجد صالة رئيسية ذات ثلاث أروقة متعامدة باتجاه القبلة، يوجد في أعلى الصالة قبتان صغيرتان مرتكزة على ثلاث أعمدة من الرخام لها تيجان أما الفناء به ضريح 

## ترميم المسجد
تعرض المسجد للاصلاح والتجديد أكثر من مرة، في القرن الثالث عشر الهجري تم تجديده بدعم من رجل يدعى الشيخ صالح أبو عدس، وفي 1993 الموافق 1413 هجريّا تم عمل تجديد لمبنى المسجد تحت مسؤولية مديرية أوقاف غزة، وفي 2002 الموافق 1422 هجريّا أقيم سور خارجي للمسجد بسبب تآكل القديم، وفي 2012 تم اعادة افتتاح المسجد من قبل وزارة الأوقاف والشؤون الدينية، بعد عملية ترميم وإصلاحات، كما تم بناء الطابق ثاني بمساحة 130 متر مربع، واستغرق المشروع عام وقُدرت تكلفته أكثر من 100 ألف دولار بدعم هيئة الأعمال الخيرية ومن دولة الإمارات

## طالع أيضًا
- مسجد الشيخ زكريا